# Быстрица (Брестская область)
Бы́стрица (бел. Быстрыца) — деревня в Кобринском районе Брестской области Белоруссии. Входит в состав Залесского сельсовета.
По данным на 1 января 2016 года население составило 836 человек в 288 домохозяйствах.
В деревне расположен магазин.

## География
Деревня расположена в 4 км к востоку от города и станции Кобрин, в 51 км к востоку от Бреста, на пересечении автодорог М1 Брест-Минск и М10 Кобрин-Гомель.
На 2012 год площадь населённого пункта составила 1,2 км² (120 га).

## История
Населённый пункт известен с 1541 года как имение Быстричи Спасского монастыря. В разное время население составляло:
- 1999 год: 221 хозяйство, 609 человек;
- 2005 год: 241 хозяйство, 683 человека;
- 2009 год: 719 человек;
- 2016 год[2]: 288 хозяйств, 836 человек;
- 2019 год[1]: 776 человек.